# Hikila
Hikila (en népalais : हिकिला) est un comité de développement villageois du Népal situé dans le district de Darchula. Au recensement de 2011, il comptait 2 859 habitants.